# Burgrest Fischburg
Der Burgrest Fischburg ist eine abgegangene Spornburg auf dem 640 m ü. NN hohen Kapuzinerfels zwischen den Ortsteilen Seeburg und Hengen der Stadt Bad Urach im Landkreis Reutlingen in Baden-Württemberg.
Die Burg wurde um 1150 erbaut und ist 1300 verfallen. Als ehemalige Besitzer werden die Herren von Justingen genannt.
Von der auf einem Spornfelsen in Talhang liegenden ehemaligen Burganlage auf einer ovalen Burgfläche mit zwei Quergräben ist nur noch ein Schutthügel vorhanden.